# The Manhattans
The Manhattans foi um grupo vocal de R&B formado em 1962 em Nova Jersey. 

## História
Criado em 1962 na cidade de Jersey City, no estado de Nova Jersey, o quinteto Manhattans, formado por George Smith (que morreu em 1970, sendo substituído por Gerald Alston), Winnie Lovett, Kenny Kelly, Ernest Bivens e Richard Taylor estreou em disco um ano depois, com a balada "I Wanna Be (Your Everything)".
Em 1975, eles assinaram contrato com a Columbia, iniciando ali sua melhor fase. O primeiro grande hit da carreira dos Manhattans veio em 1976, com "Kiss and Say Goodbye". Quatro anos depois, o grupo emplacou outro grande sucesso: "Shining Star". Em 1983, os Manhattans gravaram mais uma balada que se tornaria clássica, "Forever by Your Side". Foi o último hit do grupo, que existiu até o fim dos anos 80 / Início dos anos 90, quando Lovett (Baixista, com uma voz ultra grave) deixou o grupo por razões médicas, e Gerald Alston (Vocalista-líder) gravou seu álbum solo e deixou o grupo. Roger Harris então, foi contratado como novo vocalista. 
Na década de 2000, havia duas versões do The Manhattans. Uma versão destacados membro fundador Original Bivins, além de Hardy Hemphill, Pazant e Williams. Eles lançaram o CD "Now" em 1994. Em 1996, o grupo formou sua própria companhia de música, chamado Manhattan Entertainment Inc. Em junho de 2013, o grupo lançou um single chamado "Just For Tonite", escrito por Bivins e Pazant.
A outra versão de The Manhattans era constituida por Blue Lovett e Gerald Alston, Os outros membros incluem Troy maio e David Tyson, irmão do membro dos 'Temptations' Ron Tyson. No passado, o grupo também contou com Eban Brown, agora o vocalista do The Stylistics. Este versão do grupo lançou alguns CDs, incluindo o "Even Now" de 2001. Esta versão do grupo tocou em cassinos e teatros nos Estados Unidos. Alston apareceu no álbum do Wu-Tang Clan, 8 Diagrams, na canção "Stick me for my Riches", em 2007.
Edward "Sonny" Bivins, membro fundador dos Manhattans, morreu em 3 de dezembro de 2014, com a idade de 78. Ele cantou em cada Sucesso dos Manhattans desde o início do grupo, e escreveu muitas de suas canções. Foi o líder dos Manhattans até a sua morte.
Winfred "Blue" Lovett, cantor e baixista original do grupo, além de compositor, faleceu em 09 de dezembro de 2014, com a idade de 78. Sua voz ultra grave foi ouvida em muitos sucessos dos Manhattans, Incluindo a introdução falada do grande sucesso "Kiss and Say Goodbye", da menos conhecida "After You", e do cover "Neither One Of Us", lançada no álbum "Back to Basics", de 1986.
Kenneth "Wally" Kelly, o último membro original do grupo, morreu no dia 17 de fevereiro de 2015, com a idade de 74 anos. 
O vocalista, Gerald Alston vivo é o único membro da formação auge do grupo, ainda fazendo turnês solo. Atualmente o grupo é formado pelos cantores Gerald Alston, David Tyson e Troy May.

## Discografia

### Álbuns
- 1966: Dedicated to You (Carnival) - R&B #19
- 1970: With These Hands (Deluxe)
- 1972: A Million to One (Deluxe) - R&B #35
- 1973: There's No Me Without You (Columbia) - EUA #150, R&B #19
- 1974: Summertime in the City (CBS)
- 1975: That's How Much I Love You (Columbia) - EUA #160, R&B #59
- 1976: The Manhattans (Columbia) - EUA #16, R&B #6, RU #37
- 1977: It Feels So Good (Columbia) - EUA #68, R&B #12
- 1978: There's No Good in Goodbye (Columbia) - EUA #78, R&B #18
- 1979: Love Talk (Columbia) - EUA #141, R&B #20
- 1980: After Midnight (Columbia) - EUA #24, R&B #4
- 1980: Greatest Hits - EUA #87, R&B #18
- 1981: Black Tie (Columbia) - EUA #86, R&B #21
- 1983: Forever by Your Side (Columbia) - EUA #104, R&B #17
- 1985: Too Hot to Stop It (Columbia) - EUA #171, R&B #44
- 1986: Back to Basics (Columbia)
- 1989: Sweet Talk (Valley Vue)
- 1995: The Best of the Manhattans: Kiss and Say Goodbye (Columbia/Legacy)
- 1999: Live from South Africa (Classic World)
- 2001: Even Now (Beemark)
- 2007: Reachin' For the Sky (KRB Music)
- 2008: Men Cry Too (S-D-E-G)

### Singles
- 1965: "Follow Your Heart" - EUA #92, R&B #20
- 1965: "Searchin' For My Baby" - EUA #20
- 1966: "Baby I Need You" - EUA #96, R&B #22
- 1966: "Can I" - R&B #23
- 1967: "When We're Made As One" - R&B #31
- 1968: "I Call It Love" - EUA #96, R&B #24
- 1970: "If My Heart Could Speak" - EUA #98
- 1972: "One Live To Live" - R&B #3
- 1973: "There's No Me Without You" - EUA #43, R&B #3
- 1973: "You'd Better Believe It" - EUA #77, R&B #18
- 1974: "Summertime In The City" - R&B #45
- 1974: "Wish That Your Were Mine" - R&B #17
- 1975: "Don't Take Your Love From Me" - EUA #37, R&B #7
- 1975: "Hurt" - US #97, R&B #10, RU #4 (re-lançado em 1976)
- 1976: "Kiss and Say Goodbye" - EUA #1, R&B #1, RU #4
- 1976: "I Kinda Miss You" - EUA #46, R&B #7
- 1977: "It's You" - UK #43
- 1977: "It Feels So Good to Be Loved So Bad" - EUA #66, R&B #6
- 1977: "We Never Danced to a Love Song" - EUA #93, R&B #10
- 1978: "Am I Losing You" - R&B #6
- 1978: "Everybody Has A Dream" - R&B #65
- 1979: "Here Comes That Hurt Again" - R&B #29
- 1979: "The Way We Were/Memories" - R&B #33
- 1980: "Shining Star" - EUA #5, R&B #4, RU #45
- 1980: "Girl of My Dream" - R&B #30
- 1980: "I'll Never Find Another (Find Another Like You)" - R&B #12
- 1981: "Just One Moment Away" - R&B #19
- 1981: "Let Your Love Come Down" - R&B #77
- 1982: "Honey, Honey" - R&B #25
- 1983: "Crazy" - EUA #72, R&B #4, RU #63
- 1983: "Forever by Your Side" - R&B #30
- 1985: "You Send Me" - EUA #81, R&B #20
- 1985: "Don't Say No" - R&B #60
- 1986: "Where Did We Go Wrong" - R&B #42
- 1987: "All I Need Is Your Love" - R&B #41
- 1989: "Sweet Talk" - R&B #67
- 1989: "Why You Wanna Love Me Like That" - R&B #62
- 1990: "I Won't Stop" - R&B #79